# 鳳城酒家

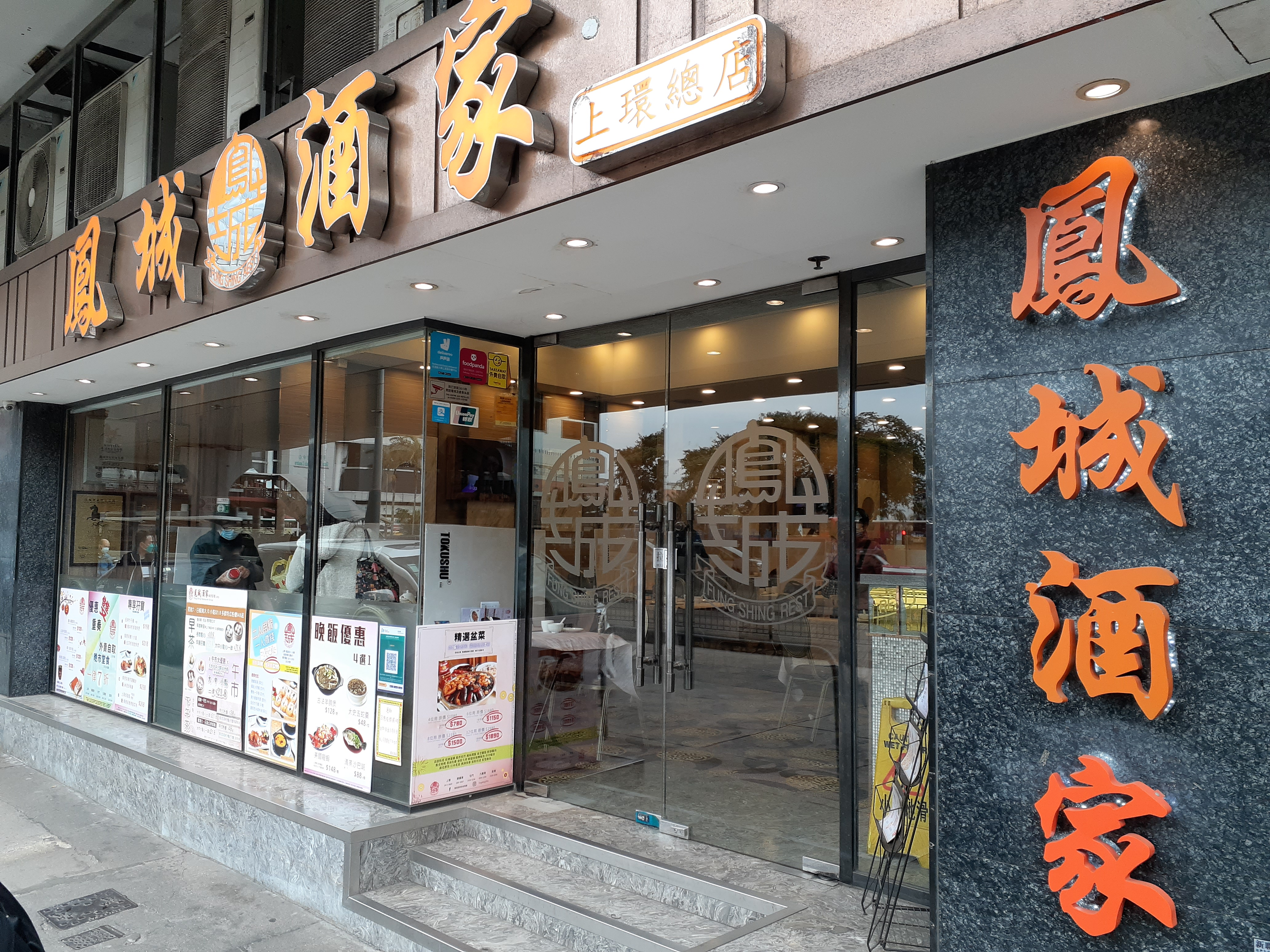
鳳城酒家在上環的總店，於2022年2月受2019冠狀病毒病疫情的政府疫情防控影響而結業

鳳城酒家（英語：Fung Shing Restaurant）是香港順德菜酒樓，由馮滿創立，招牌菜包括金錢雞、大良野雞卷、大良炒鮮奶、炸子雞等。由於沒有註冊商標及股權複雜，導致分為譚國俠和譚國景（譚氏兄弟）管理的北角及旺角太子彌敦道「鳳城酒家」及新光酒樓集團附屬的「鳳城酒家飲食集團」管理的其他分店。

## 歷史
1954年1月1日，首家由馮滿創立「鳳城酒家」於銅鑼灣伊榮街開業，1988年結業。
1978年，北角「鳳城酒家」由徒弟籌集資金開業，包括梁積祥家族。
1984年，旺角太子彌敦道「鳳城酒家」由徒弟籌集資金開業，包括梁積祥家族。
2002年至2003年間，「鳳城酒家」曾一度結業清盤，由譚氏兄弟注資再度營業，佔北角及旺角太子彌敦道「鳳城酒家」約佔兩成股權。
2002年10月1日，北角「鳳城酒家」主廚趙海峰和何盛標夥同新光酒樓集團於上環新光酒樓舊址開設「鳳城酒家」及後開設多間分店。
2004年3月，「鳳城酒家」被新光酒樓集團註冊為商標。2004年8月，譚氏兄弟登報澄清北角及旺角太子彌敦道「鳳城酒家」與上環「鳳城酒家」及該月新開設的銅鑼灣「鳳城酒家」分店無關。
2019年12月31日，太子開業35年的鳳城酒家因老闆退休而結業，在新老闆接手後易名為「頤東酒家」，於2020年1月重新開業。
2022年2月，鳳城酒家飲食集團宣布由於2019冠狀病毒病疫情嚴峻，上環總店於同月20日結業。
2022年12月18日，鳳城酒家飲食集團宣布上環店於上環干諾道西3號億利商業大廈地下正式重新開業。

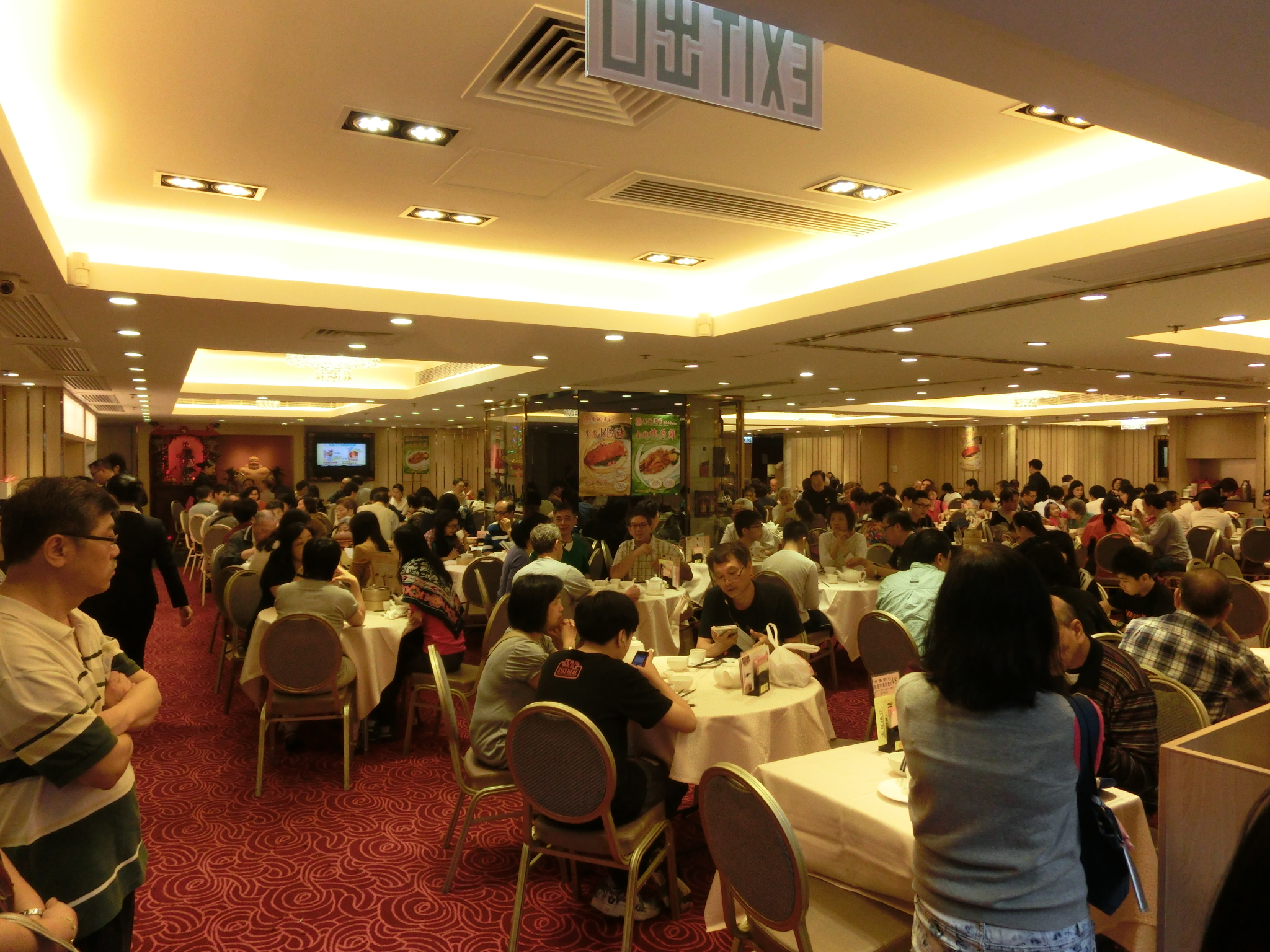
上環鳳城酒家內貌
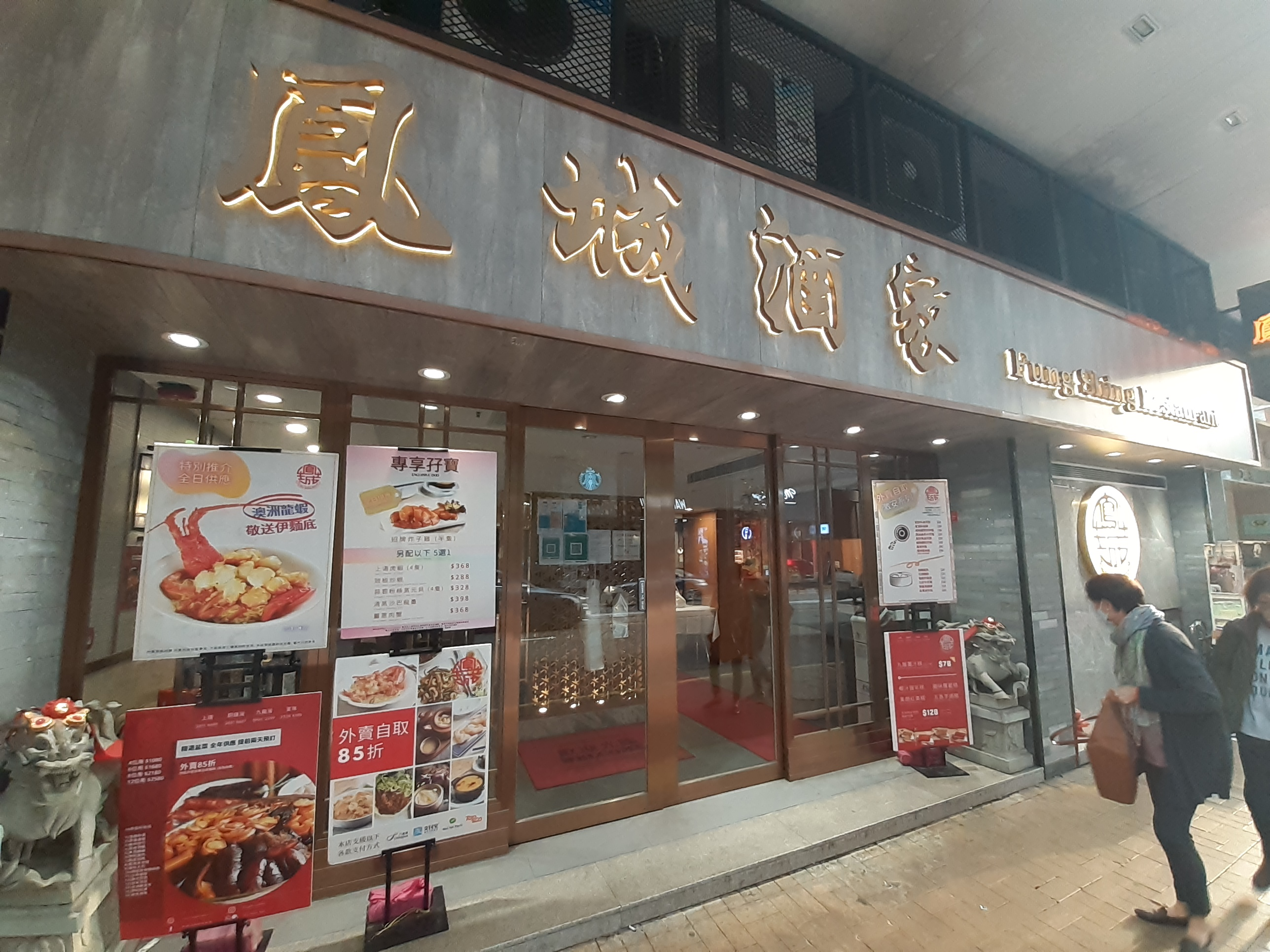
銅鑼灣店
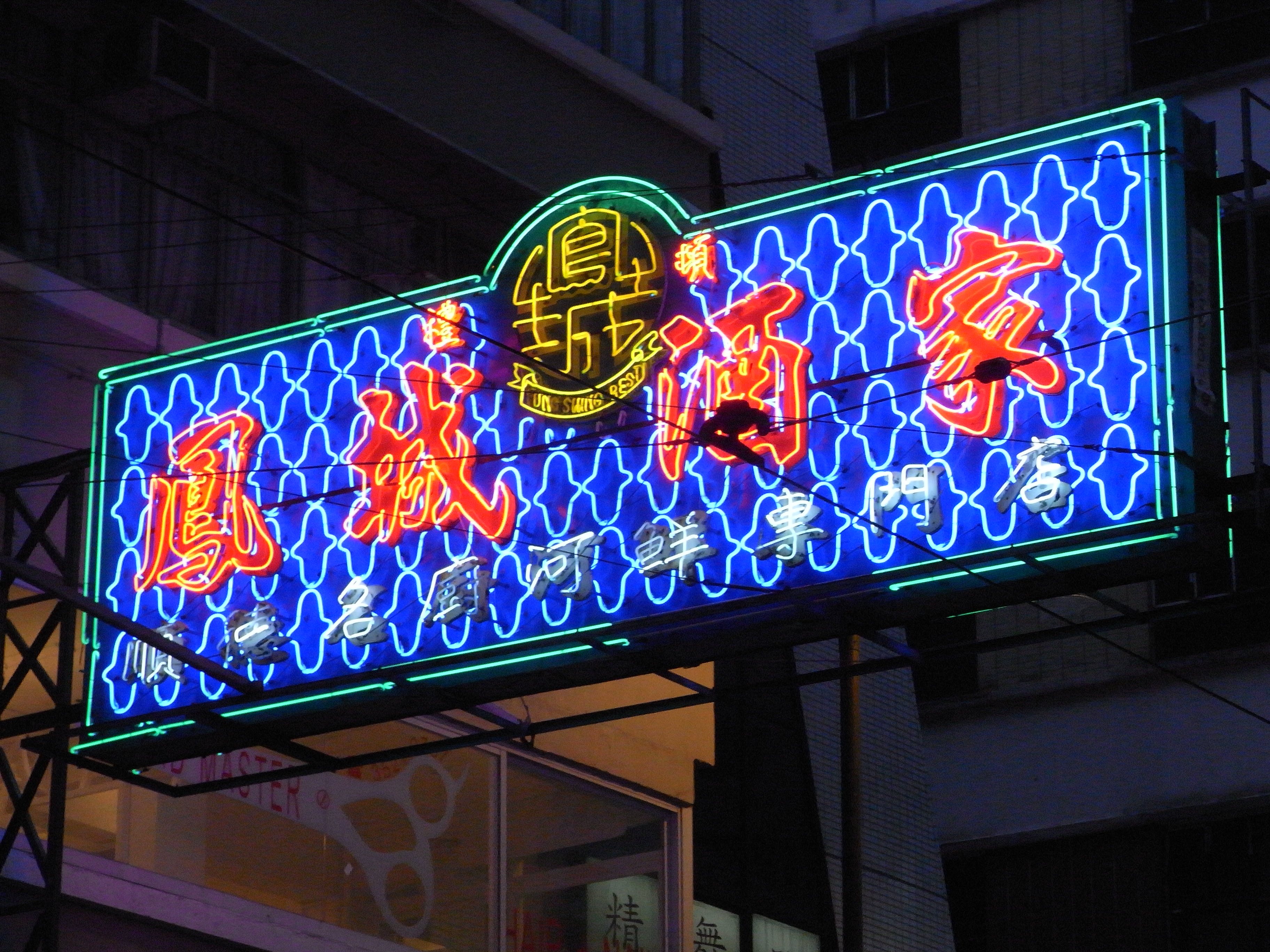
銅鑼灣店霓虹招牌，融入了裝飾藝術元素
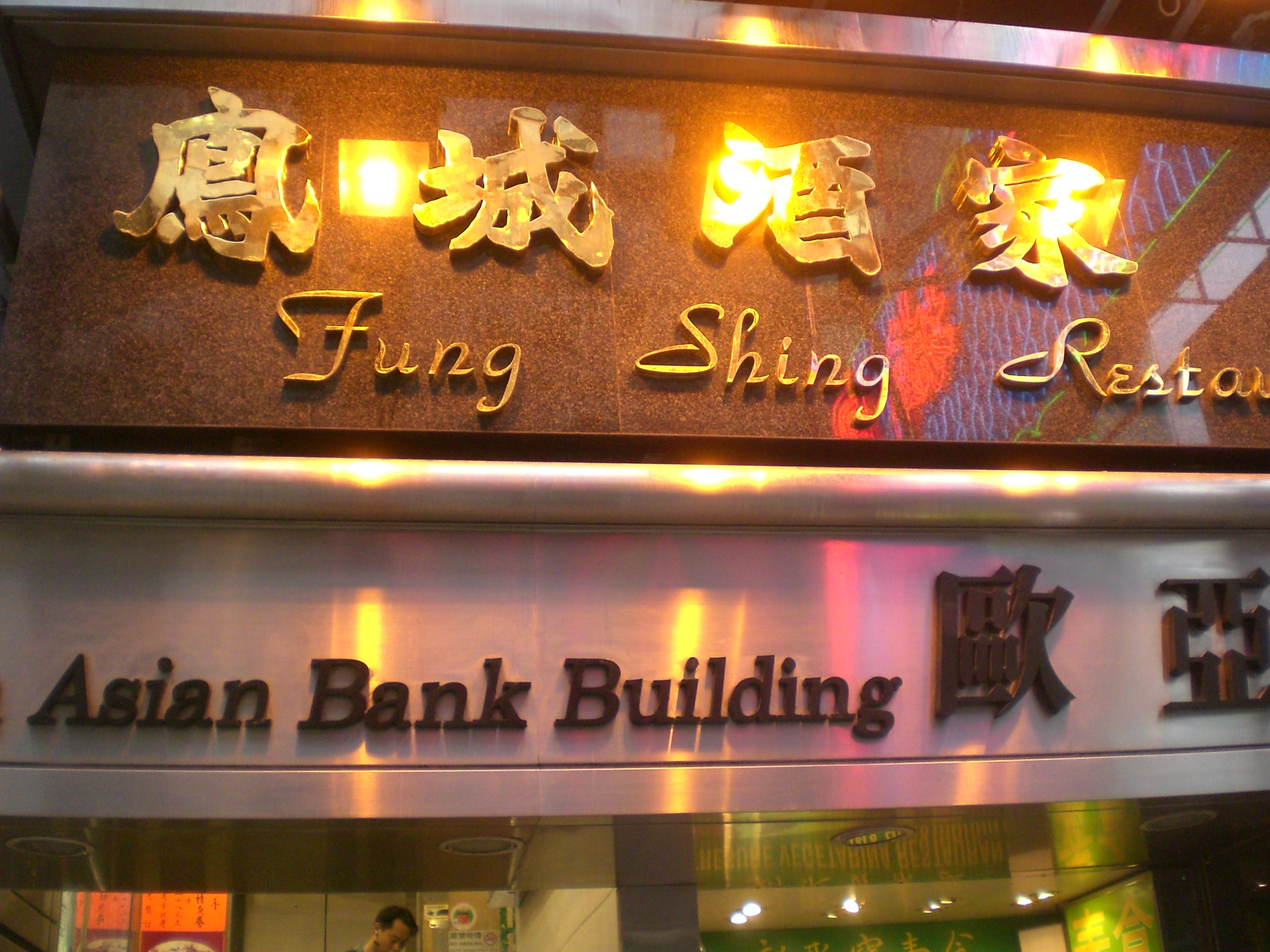
太子鳳城酒家

## 龍鳳大禮堂
鳳城酒家與一般傳統酒樓一樣，設有龍鳳禮堂，分設一字樓和二字樓，而兩者的龍鳳的造型不一，前者是能見到全身的長長龍鳳，二字樓的則是騰雲而起的飛龍飛鳳。2018年，譚國景接受訪問時表示這飛龍、飛鳳別處是看不到的，皆因當初打造它們時，譚國景與設計公司說不論多少錢也好，不會討價還價，只要做好點、老實點，不要偷工減料就可以，而當時設計公司的人就好驚訝，因此送一對飛龍飛鳳作禮物給譚國景。飛龍飛鳳都是用木手工精製，貼上金箔，於是這對龍鳳便給安裝在二字樓，如是者經過了三十四年，見證無數喜宴。

## 外部連結
- 新光酒樓集團官方網站 （页面存档备份，存于）